# Мусаев, Манасбек
Манасбе́к Муса́ев (кирг. Манасбек Мусаев; род. 24 апреля 1942, Нарын, Киргизская ССР, ныне Кыргызстан) — киргизский кинооператор. Народный артист Киргизской Республики (1991).

## Биография
В 1970 году окончил ВГИК. С 1960 года в штате киностудии «Киргизфильм». Снимал сюжеты киножурналов «Советская Киргизия» и «Новости дня», документальные фильмы, с 1972 года — в игровом кинематографе.

## Фильмография

### Оператор
- 1969 — Помнить и знать (д/ф)
- 1970 — Муке (д/ф)
- 1971 — Высокое напряжение (д/ф)
- 1972 — Сюда прилетают лебеди
- 1974 — Эхо любви (ТВ)
- 1975 — Белый пароход
- 1978 — Среди людей
- 1979 — Процесс
- 1981 — Мужчины без женщин
- 1983 — Волчья яма
- 1985 — Лунная ведьма
- 1987 — Приют для совершеннолетних
- 1989 — Заговор
- 1993 — В надежде
- 1994 — Джамиля
- 2005 — Бурная река, безмятежное море

## Награды
- 1977 — Государственная премия СССР («Белый пароход»)
- 1979 — Заслуженный деятель искусств Киргизской ССР
- 1991 — Народный артист Киргизской Республики
- 2006 — Медаль «Данк»[2]